# Ralph Rensen
Ralph Beverly Rensen (Liverpool, 1933 - Peel 16 juni 1961) was een Brits motorcoureur.

## Carrière
Hij startte zijn carrière in de Manx Grand Prix van 1953 en 1954, maar alleen in dat laatste jaar finishte hij. In de "Junior Race" (350 cc) werd hij 14e.
Van 1955 tot aan zijn dood in 1961 startte hij elk jaar in de Isle of Man TT.
Van 1955 t/m 1960 nam hij deel aan de Junior TT en de Senior TT en de Ulster Grand Prix. Al die jaren reed hij met Norton Manx-modellen, met uitzondering van de 250cc-Velocette waarmee hij in 1957 uitviel in de Lightweight TT en een gelegenheidsoptreden met de NSU Sportmax van Fron Purslow in 1960, nadat Purslow zelf in de training gewond was geraakt. 
In 1959 startte hij ook in de 500cc-klasse van de GP van Frankrijk. In 1960 haalde hij voor het eerst WK-punten toen hij in de Junior TT vijfde en in de 500cc-Ulster Grand Prix na een fotofinish vierde werd. Daardoor werd hij zowel in de 350cc-klasse als de 500cc-klasse van het wereldkampioenschap wegrace als twaalfde geklasseerd. Hij startte intussen in veel nationale races in Noord-Ierland en tijdens de Cookstown 100 van 1960 verklaarde hij dat hij met racen wilde stoppen nadat zijn vriend Dave Chadwick tijdens races in Mettet verongelukt was.
In 1961 werd hij echter ingehuurd als fabrieksrijder bij Bultaco. Zijn seizoen begon in de 500cc-race van de Duitse Grand Prix op de Hockenheimring, waarin hij met zijn Norton uitviel. In de 350cc-race werd hij vierde. 

## Overlijden
De volgende race was de Isle of Man TT. In de Junior TT eindigde hij als derde achter Phil Read (Norton) en Gary Hocking (MV Agusta). In de Lightweight 125 cc TT werd hij met de Bultaco zesde. Tijdens de Senior TT verongelukte hij dodelijk bij de elfde Mijlpaal van de Snaefell Mountain Course. Hij werd postuum zesde in het 350cc-wereldkampioenschap en 19e in het 125cc wereldkampioenschap.
Ralph Rensen werd begraven op Borough Cemetery in Douglas, tegenover de hoofdtribune van de TT van Man.

## Wereldkampioenschap wegrace resultaten
| Jaar | Klasse | Team    | Motorfiets      | 1      | 2       | 3       | 4       | 5      | 6     | 7      | 8     | 9     | 10    | 11    | Punten | Plaats | Wereldkampioen                                |
| ---- | ------ | ------- | --------------- | ------ | ------- | ------- | ------- | ------ | ----- | ------ | ----- | ----- | ----- | ----- | ------ | ------ | --------------------------------------------- |
| 1955 | 350 cc | Privé   | Norton 40M      |        | FRA -   | IOM DNF | DUI -   | BEL -  | NED - | ULS -  | NAT - |       |       |       | 0      | -      | Bill Lomas, Moto Guzzi Monocilindrica 350     |
| 1955 | 500 cc | Privé   | Norton 30M      | SPA -  | FRA -   | IOM 33  | DUI -   | BEL -  | NED - | ULS 16 | NAT - |       |       |       | 0      | -      | Geoff Duke, Gilera 500 4C                     |
| 1956 | 350 cc | Privé   | Norton 30M      | IOM 15 | NED -   | BEL -   | DUI -   | ULS -  | NAT - |        |       |       |       |       | 0      | -      | Bill Lomas, Moto Guzzi Monocilindrica 350     |
| 1956 | 500 cc | Privé   | Norton 30M      | IOM 11 | NED -   | BEL -   | DUI -   | ULS 13 | NAT - |        |       |       |       |       | 0      | -      | John Surtees, MV Agusta 500 4C                |
| 1957 | 250 cc | Privé   | Velocette       | DUI -  | IOM DNF | NED -   | BEL -   | ULS -  | NAT - |        |       |       |       |       | 0      | -      | Cecil Sandford, Mondial 250 Bialbero          |
| 1957 | 350 cc | Privé   | Norton 40M      | DUI -  | IOM 53  | NED -   | BEL -   | ULS -  | NAT - |        |       |       |       |       | 0      | -      | Keith Campbell, Moto Guzzi Monocilindrica 350 |
| 1957 | 500 cc | Privé   | Norton 30M      | DUI -  | IOM DNF | NED -   | BEL -   | ULS 14 | NAT - |        |       |       |       |       | 0      | -      | Libero Liberati, Gilera 500 4C                |
| 1958 | 350 cc | Privé   | Norton 40M      | IOM 13 | NED -   | BEL -   | DUI -   | ZWE -  | ULS - | NAT -  |       |       |       |       | 0      | -      | John Surtees, MV Agusta 350 4C                |
| 1958 | 500 cc | Privé   | Norton 30M      | IOM 12 | NED -   | BEL -   | DUI -   | ZWE -  | ULS 8 | NAT -  |       |       |       |       | 0      | -      | John Surtees, MV Agusta 500 4C                |
| 1959 | 350 cc | Privé   | Norton 40M      | FRA 10 | IOM 11  | DUI -   | NED -   | BEL -  | ZWE - | ULS -  | NAT - |       |       |       | 0      | -      | John Surtees, MV Agusta 350 4C                |
| 1959 | 500 cc | Privé   | Norton 30M      | FRA 10 | IOM 9   | DUI -   | NED -   | BEL -  | ZWE - | ULS 10 | NAT - |       |       |       | 0      | -      | John Surtees, MV Agusta 500 4C                |
| 1960 | 250 cc | Privé   | NSU Sportmax    |        | IOM DNF | NED -   | BEL -   | DUI -  | ULS - | NAT -  |       |       |       |       | 0      | -      | Carlo Ubbiali, MV Agusta 250 Bicilindrica     |
| 1960 | 350 cc | Privé   | Norton 40M      | FRA -  | IOM 5   | NED -   |         |        | ULS - | NAT -  |       |       |       |       | 2      | 12e    | John Surtees, MV Agusta 350 4C                |
| 1960 | 500 cc | Privé   | Norton 30M      | FRA -  | IOM 10  | NED -   | BEL -   | DUI -  | ULS 4 | NAT -  |       |       |       |       | 3      | 12e    | John Surtees, MV Agusta 500 4C                |
| 1961 | 125 cc | Bultaco | Bultaco TSS 125 | SPA -  | DUI -   | FRA -   | IOM 6   | NED -  | BEL - | DDR -  | ULS - | NAT - | ZWE - | ARG - | 1      | 19e    | Tom Phillis, Honda 2RC 143/Honda RC 144       |
| 1961 | 350 cc | Privé   | Norton 40M      |        | DUI 4   |         | IOM 3   | NED -  | BEL - | DDR -  | ULS - | NAT - | ZWE - |       | 7      | 6e     | Gary Hocking, MV Agusta / MV Privat 350 4C    |
| 1961 | 500 cc | Privé   | Norton 30M      |        | DUI DNF | FRA -   | IOM (†) | NED -  | BEL - | DDR -  | ULS - | NAT - | ZWE - | ARG - | 0      | -      | Gary Hocking, MV Agusta / MV Privat 500 4C    |